# Jan Mostaert
Jan Mostaert, conegut com el Mestre d'Oultremont (Haarlem, c.1474-1552/53), fou un pintor de retrats i retaules neerlandès, sent un dels primers artistes dels Països Baixos dels quals es coneix el nom gràcies a la biografia que li va dedicar Karel van Mander.

## Biografia
Mostaert va néixer probablement a Haarlem, fill d'un moliner acomodat encara que Van Mander afirmés que procedia de família noble. Sent jove, entra a casa del pintor Jacques de Haarlem com a aprenent. Contreu matrimoni amb Angnyese (Agnes) Martijnsdr (vídua of Claes Claesz Suycker). Se li cita com a pintor per primera vegada en 1498, en un document de compra d'una casa. Va ingressar en 1502 en la Guilda de sant Lluc, el gremi dels artistes de la ciutat. Existeixen abundants dades de la seva pertinença al gremi, del que va ser triat degà en 1507, i del seu treball en el relicari perdut de l'església de Sant Bavón. Amb tot, de 1516 a 1526 no es tenen notícies de Mostaert en els registres de Haarlem, havent-se suposat que es desplacés a Malines cridat per Margarida d'Àustria a la seva cort. Encara que no s'ha pogut documentar que exercís efectivament el paper de pintor de cambra que li va atribuir Van Mander, algunes dades confirmen que va pintar retrats de la regent i del seu espòs Filibert II de Savoia en 1521 (Museu del Prado), encara que el duc en aquesta data havia mort feia alguns anys pel que necessàriament havia de tractar-se d'una còpia.
En 1526 reapareix en els registres de Haarlem, d'on no es va absentar mai per molt temps. De 1542 a 1543 va tornar a exercir el càrrec de degà del gremi i en 1549 va treballar per a la catedral.
Segons Karel van Mander, Gossaert hauria sol·licitat la seva col·laboració per concloure la pintura de l'abadia de Middelburg, però ell s'hauria negat per estar al servei d'una gran dama (Margarida d'Àustria).
Va morir abans de la Pasqua de 1553.

## Estil
L'estil de la pintura de Mostaert es relaciona amb el de Geertgen tot Sint Jans, una generació més gran, al punt que algunes obres, com l'Arbre de Jessé del Rijksmuseum d'Amsterdam ha estat atribuït indistintament a un o un altre. De fet, Mostaert sembla haver exercit el paper de pont entre les tradicions flamenques, amb el seu enèrgic realisme i el seu amor als detalls, i els nous corrents en el decoratiu arribades d'Itàlia, que ell va a emprar sempre de manera superficial. Aquesta incapacitat per incorporar les noves tendències i l'absència d'evolució farà que al final de la seva llarga carrera la seva pintura s'hagués vist superada per l'obra dels anomenats manieristes de Haarlem.

## Obra
A partir de les descripcions de Karel van Mander recognoscibles en alguna obra subsistent, fonamentalment el Ecce Homo del Museu Puixkin de Moscou a grandària natural, s'ha arribat a establir un corpus d'entre trenta i quaranta obres atribuïdes, no exemptes de polèmica. Van Mander esmenta també una pintura inacabada d'un «paisatge de les Índies Occidentals amb molts nus, un aflorament rocós i cases d'estranys», que sol identificar-se des del seu descobriment en 1909 amb la taula que actualment es coneix com a Paisatge amb episodi de la conquesta d'Amèrica, en el qual se suposa hauria representat una escena de l'expedició de Coronat a Nou Mèxic i Arizona, encara que no faltin crítics que dubtin d'aquesta identificació. En tot cas, aquest paisatge és representatiu de les influències que va rebre de Joachim Patinir a partir de 1520, com s'adverteix en algunes de les seves restants obres.
Els seus retrats de tres quarts, fins i elegants, s'acompanyen amb freqüència d'al·lusions a motius religiosos. És el cas del que se suposa retrat de Margarida d'Àustria en el Museu Thyssen-Bornemisza, amb La baixada de Crist al Limb segons l'Evangeli Apócrif de Nicodemo, que s'ha posat en relació amb obres ascéticas espanyoles, però que es troba de la mateixa manera en els retrats d'Abel van der Coulster i el d'una dama desconeguda de Berlín, amb la Visió d'Augusto i la sibila Tiburtina al fons, o els retrats d'un home jove de la Walker Art Gallery de Liverpool i d'una dona desconeguda en el Rijksmuseum, davant paisatges en els quals es representa la llegenda de sant Huberto.

### Obres cèlebres
- Retrat d'un africà (1520)

Mostaert, en acompanyar a Margarida d'Àustria en nombrosos dels seus viatges retratant a diversos membres de la seva cort, va tenir ocasió de relacionar-se amb persones de la reialesa. En aquest cas es representa alguna cosa poc vista en l'època; un home de pell negra d'identitat desconeguda. Aquest apareix representat amb luxós abillament i fent un conat de blandir l'espasa, indicant la seva posició social. En el barret una insígnia al·ludint als seus possibles orígens hispà-portuguesos.
- Retrat d'un cortesà (1520 - 1530)

Conegut també com a retrat de Carlos VIII (rei de França). Va ser trobat en 1941 i requisat als Nazi i retornat als seus propietaris originals, descendents de Ludwika Maria Czartoryska nee Krasińska (s'exposa en el museu dels mateixos).
- Paisatge d'un episodi de la conquesta d'Amèrica (1520 - 1530)

Al no haver viatjat mai al recentment conquistat Nou Món, va haver d'imaginar-ho a l'hora de representar-ho. Es mostra en la manera de representar el paisatge la clara influència de Joachim Patinir. Malgrat el gran nombre de teories existents sobre l'escena que aquest representa, la més plausible afirma narrar la cerca de Coronat de la ciutat de Cíbola (actual Mèxic), feta d'or pur segons narra la llegenda.
| Imatge | Títol | Data          | Tècnica         | Mesures                                                                                  | Museu                                                                            |
| ------ | --- | ------------- | --------------- | ---------------------------------------------------------------------------------------- | -------------------------------------------------------------------------------- |
|        | Retrat de Jacob Jansz. van der Meer | ca. 1505      | oli sobre taula | 40 x 28.5 cm                                                                             | Statens Museum for Kunst, Copenhaguen                                            |
|        | Tríptic del Judici Final | ca. 1510-1514 | oli sobre taula | 109 x 71 cm (panell central)115 x 35 cm (portes laterals)                                | Rheinisches Landesmuseum, Bonn                                                   |
|        | Tríptic del Judici Final, portes tancades | ca. 1510-1514 | oli sobre taula | 115 x 35 cm (cada porta)                                                                 | Rheinisches Landesmuseum, Bonn                                                   |
|        | Retrat d'Abel van der Coulster | ca. 1510-1515 | oli sobre taula | 89,5 x 56 cm                                                                             | Museu Reial de Belles Arts de Bèlgica                                            |
|        | Ecce Homo | ca. 1510-1515 | oli sobre taula | 29.2 x 21 cm                                                                             | Metropolitan Museum of Art                                                       |
|        | Crist Home de Dolores | ca. 1510-1525 | oli sobre taula | 44.2 x 33.4 cm                                                                           | Kunsthalle Hamburg                                                               |
|        | Cap de sant Juan Bautista | ca. 1510-1525 | oli sobre taula | 26 x 17.1 cm                                                                             | National Gallery de Londres                                                      |
|        | Ecce Homo | ca. 1515      | oli sobre taula | 55,7 x 47,3 cm                                                                           | Saint Louis Art Museum, Sant Luis (Missouri)                                     |
|        | Tríptic de la Lamentació La taula central podria no pertànyer a Mostaert                                                                      | ca. 1515-1520 | oli sobre taula | 73,5 x 58,2 cm (taula central)73.5 x 21.5 cm (cadascuna de les portes)                   | Museu Frans Hals                                                                 |
|        | Tríptic de la Passió de Crist (Tríptic de Oultremont)                                                                                         | ca. 1515-1520 | oli sobre taula | 134 x 97,5 cm (panell centra)140,5 x 45,5 cm (porta esquerra)139.5 x 45 cm (porta dreta) | Museu Reial de Belles Arts de Bèlgica                                            |
|        | Retrat d'home desconegut | ca. 1520      | oli sobre taula | 42 x 29 cm                                                                               | Gemäldegalerie, Berlín                                                           |
|        | Paisatge amb sant Cristóbal | ca. 1520      | oli sobre taula | 108 x 142,2 cm                                                                           | Museum Mayer van den Bergh, Anvers                                               |
|        | Retrat de Joost van Bronckhorst | ca. 1520      | oli sobre taula | 43,5 x 28 cm                                                                             | Petit Palais de París                                                            |
|        | Retrat de dona, possiblement Ana de Bretanya                                                                                                  | ca. 1520      | oli sobre taula | 42,2 x 32,4 cm                                                                           | Parador actual desconegut.                                                       |
|        | Retrat d'home jove | ca. 1520      | oli sobre taula | 53 x 37 cm                                                                               | Museu del Prado                                                                  |
|        | Dues portes laterals d'un tríptic amb donants                                                                                                 | ca. 1520      | oli sobre taula | cada porta 79.7 x 37.7 cm                                                                | Museu Reial de Belles Arts de Bèlgica                                            |
|        | Retrat de Jan II van Wassenaer | ca. 1520-1522 | oli sobre taula | 47 x 33 cm                                                                               | Museu del Louvre                                                                 |
|        | Adoración dels mags | ca. 1520-1525 | oli sobre taula | 51 x 36.5 cm                                                                             | Rijksmuseum                                                                      |
|        | Díptic. Aparició de Crist a la seva mare amb les ànimes del Limb (esquerra) i Ànimes del Limb i donant, possiblement María de Borgoña (dreta) | ca. 1520-1525 | oli sobre taula | cada taula 26,7 x 18,8 cm                                                                | Rijksmuseum Twenthe, Enschede (esquerra)Museu Thyssen-Bornemisza, Madrid (dreta) |
|        | Ecce Homo | ca. 1520-1530 | oli sobre taula | 120,5 x 95,5 cm                                                                          | Museu de Belles Arts Puixkin                                                     |
|        | Retrat d'un cortesà també conegut com a Retrat de Carlos VIII                                                                                 | ca. 1520-1530 | oli sobre taula | 42 x 32.5 cm                                                                             | Museu Czartoryski, Cracovia                                                      |
|        | Abraham acomiada a Agar i Ismael | ca. 1520-1530 | oli sobre taula | 94 x 131 cm                                                                              | Museu Thyssen-Bornemisza                                                         |
|        | Retrat d'una dona desconeguda (tallat) | ca. 1520-1530 | oli sobre taula | 48 x 32 cm                                                                               | Gemäldegalerie, Berlín                                                           |
|        | Paisatge amb un episodi de la conquesta d'Amèrica                                                                                             | ca. 1520-1530 | oli sobre taula | 86,5 x 152,5 cm                                                                          | Rijksmuseum, Amsterdam                                                           |
|        | Retrat de dona desconeguda | ca. 1525      | oli sobre taula | 64,3 x 49,5 cm                                                                           | Rijksmuseum                                                                      |
|        | Retrat d'un africà | ca. 1525-1530 | oli sobre taula | 30,8 x 21,2 cm                                                                           | Rijksmuseum, Amsterdam                                                           |
|        | Retrat d'un home jove | ca. 1525-1530 | oli sobre taula | 96,6 x 73,7 cm                                                                           | Walker Art Gallery, Liverpool                                                    |
|        | La crucifixión | ca. 1530      | oli sobre taula | 114,6 x 74,6 cm                                                                          | Museu d'Art de Filadèlfia                                                        |